# 東村山音頭

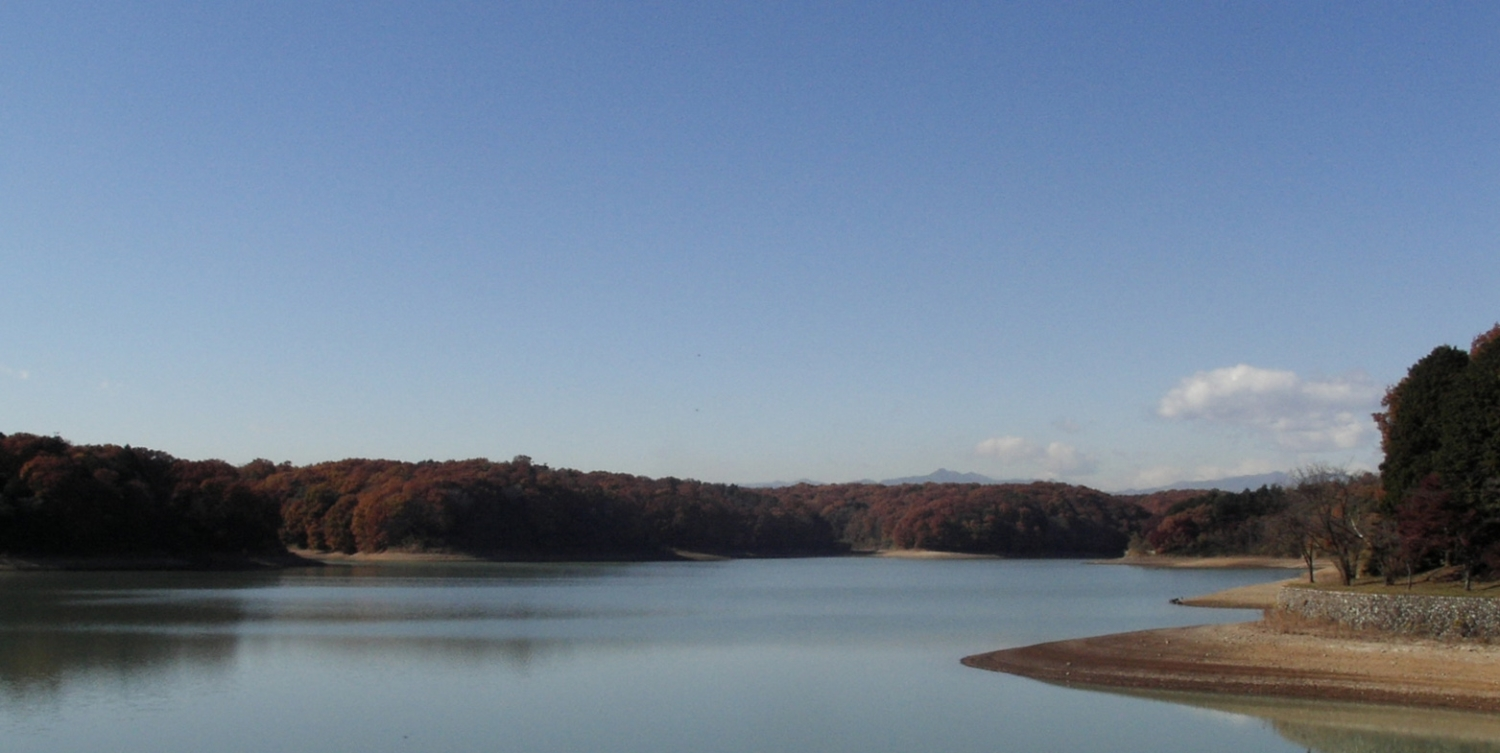
庭先は多摩湖

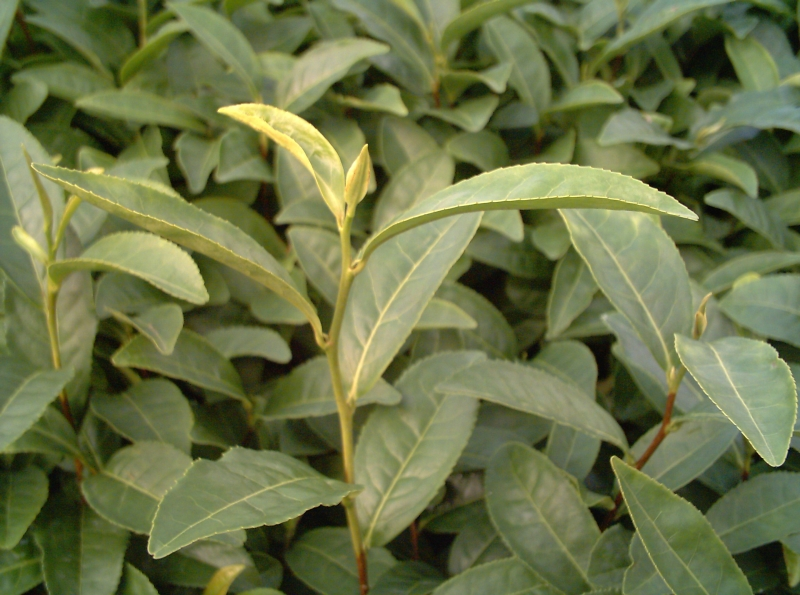
狭山茶

『東村山音頭』（ひがしむらやまおんど）は、1963年（昭和38年）に発表された日本の楽曲である。東京都東村山市（旧北多摩郡東村山町）の市制施行を記念し、東村山町農業協同組合（現在の東京みらい農業協同組合）が東村山町役場の協賛（ジャケットには＜東村山町制定＞とある）を得てレコード発売した音頭である。
本項では志村けんが同曲をアレンジカバーした『志村けんの全員集合 東村山音頭』等、カヴァー楽曲についても述べる。

## 概要
1963年（昭和38年）東京都北多摩郡東村山町制定で、東村山町農業協同組合が発売した。作詞の土屋忠司は、当時東京都武蔵野市水道部長であった。
歌はキングレコード専属の歌手三橋美智也・下谷二三子・春日八郎・大津美子を起用し、同じくキングレコード専属のコーラス・グループヴォーチェ・アンジェリカがコーラス（ジャケット等には「合唱」と表記）、三味線は藤本直久・豊寿、振り付けは日本舞踊家花柳徳兵衛が担当した。
東京郊外の小さな町でこれほどの企画が実現できた背景には、パン食の普及で当時需要が急増していた小麦の出荷により東村山町農協に莫大な収益があったためであるといわれる。
現在でもオリジナル版のカセットテープが東京みらい農業協同組合東村山支店で入手できる。また、東村山市の公式サイトで配信されているほか、市立図書館で借りることもできる。
元々委託製作盤であったが、キングレコードでも1976年発売の『新民謡シリーズ』のシングル盤（規格番号：BS-5831。カップリングは三橋のソロ歌唱による『島の子守唄』を収録）、2011年3月10日発売のCD『三橋美智也 傑作選』（規格番号：NKCD-8030）への収録などで一般販売を行ったことがある。

### 収録曲
- 全作詞:土屋忠司、作曲・編曲:細川潤一

1. 東村山音頭 - 三橋美智也・下谷二三子
合唱:ヴォーチェ・アンジェリカ
三味線:藤本直久・豊寿
振付:花柳徳兵衛
2. 多摩湖小唄 - 春日八郎・大津美子
合唱:ヴォーチェ・アンジェリカ
三味線:藤本直久・豊寿
振付:花柳徳兵衛

## カバー

### 平田満版

#### 概要
その13年後、1976年（昭和51年）6月21日に歌手の平田満（現：幸斉たけし、俳優の平田満とは別人）がカヴァーし、原曲と同様にキングレコードより発売した。B面はダニエル・ブーンのヒット曲『ビューティフル・サンデー』（松本隆による日本語詞。トランザムによるカバーと同一歌詞）であった。明確に「企画盤」であるが、平田の歌唱は「正調」で勝負した。
平田は、当時、前年まで活動していたバンド「原みつるとシャネル・ファイブ」から、同年2月5日にソロデビュー、デビューシングルの『愛の狩人』が10万枚を超えるヒットをしたばかりであったが、路線の違う楽曲、イラストのジャケットで同シングルをリリースし、オリコン最高位は65位を記録した。
同シングルの演奏は「シャネル・ファイブ」であり、同バンドも平田も、かつてリリースしたアルバム『稚内ブルース』（1971年）以来、カヴァーは得意とするところであり、同年に「平田満+シャネル・ファイブ」名義でリリースしたアルバム『愛の狩人』に同曲は収録された。
2016年（平成28年）10月現在、CD化はされていない。

#### 収録曲
- 全編曲:土持城夫

1. 東村山音頭
作詞:土屋忠司、作曲:細川潤一
2. ビューティフル・サンデー
作詞・作曲:ダニエル・ブーン/ロッド・マックイーン、訳詞:松本隆

### 志村けん版

#### 概要
東村山市出身の志村けんが、ザ・ドリフターズの一員として出演していたTBS系のバラエティ番組『8時だョ!全員集合』での名物コーナー「少年少女合唱隊」にて『東村山音頭』をリメイクし披露、後にレコード化もされた。番組放送当時の視聴者を中心に、オリジナルよりも知名度が高い。
『志村けんの全員集合 東村山音頭』（しむらけんのぜんいんしゅうごう ひがしむらやまおんど）は、志村と同じドリフメンバーの加藤茶が、宮本浩次（後のエレファントカシマシのメンバー）の楽曲（NHKみんなのうたでも放送）である『はじめての僕デス』をカバーした『加藤茶のはじめての僕デス』との両A面シングルとして、1976年に東芝EMI（現・ユニバーサル ミュージック合同会社）より発売された。編曲は両曲ともたかしまあきひこが担当した。
オリジナルの『東村山音頭』とは歌詞・メロディともに異なり「東村山4丁目」「3丁目」「1丁目」の歌がある。「4丁目」は正調に近い形だが、それ以降が独自に加えられており、「3丁目」はいかりや長介が作詞作曲、「1丁目」は志村が作詞作曲。丁目の数字が小さくなるほどメロディ・歌詞ともにコミカル、スピーディーな内容になる。「東村山2丁目」という歌詞がないことについて後年志村は「語呂が悪く、ギャグのテンポがずれるから」と説明している。また自身の著書『変なおじさん』では「作る時間がなかった」とも語っている。なお、歌詞に出てくる「東村山○丁目」という地名は東村山市には実在しない（東村山市多摩湖町3丁目等になる）。当時、多くの小学生が東村山を訪れ、交番で「東村山1丁目〜4丁目」の場所を尋ねるといった社会現象が起こった。
『東村山音頭』を「全員集合」で披露する事になった理由については、いかりやが著書『だめだこりゃ』で「『全員集合』のネタ作り会議の合間にメンバーで将棋を指していた際に、志村が得体の知れない歌（=オリジナルの東村山音頭）を歌いながら指すことがよくあり、将棋が優勢になるとその歌が口をついて出てくる」ことから、いっそそれをネタとして使ってしまおうとなったことがきっかけであると明かしている。

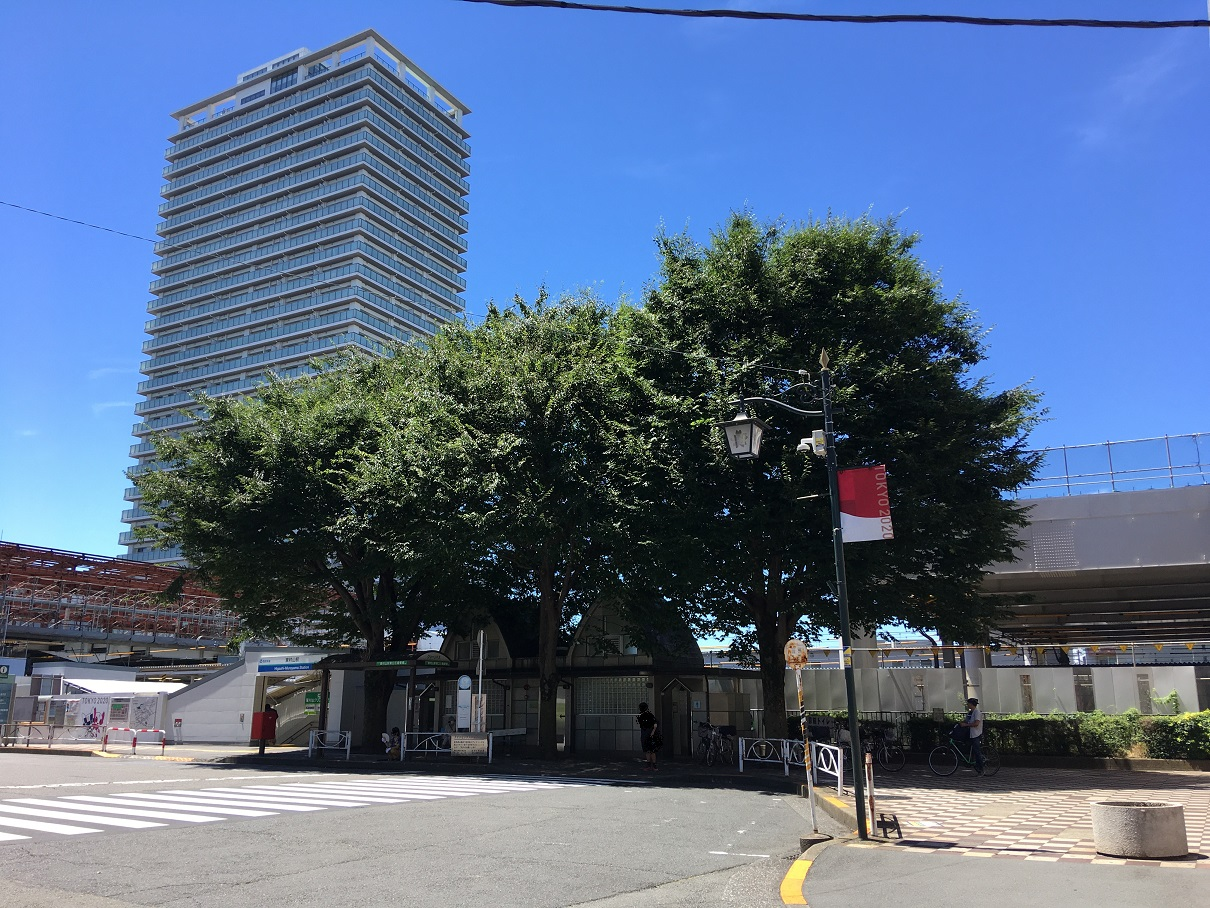
志村けんの木

志村はこの曲により「東村山市の知名度を高めた」功績が認められ、当時の東村山市長から感謝状が授与された。 この時、感謝状授与記念と志村への激励の証として植えられたケヤキの木「志村けんの木」が東村山駅前にある。
2001年にドリフが正式な出場歌手としては最初で最後の紅白出場を果たした『第52回NHK紅白歌合戦』での出場の際には、メドレー「ドリフのほんとにほんとにご苦労さんスペシャル」の中で歌唱された。
同年には、東村山青年会議所が中心となって「parapara EVM」名義で東村山音頭をユーロビートにアレンジし、パラパラというダンスの振り付けを作成。「東村山音頭・パラパラダンスコンテスト」が開かれた。300人余りの市民がコンテストに参加し、1万人の観客が集まる大盛況だった。コンテストは次年度から会場を西武園ゆうえんちなどに変えながら第4回まで続いた。
2006年には、ご当地限定グッズとして『東村山音頭 パラパラversion」が発売され、情報番組で紹介された。
志村は2020年3月29日に死去。同年3月26日〜4月1日集計分のSpotify「バイラルトップ50（日本）」のランキングでは、本楽曲が4位にランクインされた。没後の6月25日に東村山市名誉市民に認定された。

#### 収録曲
- 全編曲:たかしまあきひこ

1. 加藤茶のはじめての僕デス - 加藤茶
作詞:関沢新一、作曲:中村勝彦
2. 志村けんの全員集合 東村山音頭 - 志村けん（初期にプレスされたジャケットは、タイトル・歌手名とも志村ケンと表記されている。）
作詞:土屋忠司、作曲:細川潤一、補作詞・補作曲：いかりや長介・志村けん

## リメイク
晋平太が「東村山ラップ音頭」を制作し、2018年の『東村山市民産業まつり』で発表した。

## 発車メロディでの使用
東村山市市制施行50周年を記念して2014年12月1日から2016年3月31日まで西武新宿線東村山駅にて、下りの4番ホームで東村山音頭の前奏部分、上りの5・6番ホームで東村山音頭の歌い出し部分が発車メロディに使用された。2020年7月14日から、1・2番ホームで東村山音頭の発車メロディが復活した。